# Kryptopterus mononema
Kryptopterus mononema és una espècie de peix de la família dels silúrids i de l'ordre dels siluriformes.

## Morfologia
Els mascles poden assolir els 27 cm de llargària total.

## Distribució geogràfica
Es troba a Sumatra i Java.